# فرودگاه روکومکوت
فرودگاه روکومکوت (به انگلیسی: Rukumkot Airport) یک فرودگاه همگانی با کد یاتا RUK است . این فرودگاه در کشور نپال قرار دارد و در ارتفاع ۷۶۲ متری از سطح دریا واقع شده است.

## شرکت‌های هواپیمایی و مقصدهای پروازی
| شرکت‌های هواپیمایی | مقصدهای پروازی     |
| ----------------- | ------------------ |
| نپال ایرلاینز     | تریبهوان، نپالگونج |